# Tilachlidium pinnatum
Tilachlidium pinnatum är en svampart som beskrevs av Preuss 1851. Tilachlidium pinnatum ingår i släktet Tilachlidium, ordningen köttkärnsvampar, klassen Sordariomycetes, divisionen sporsäcksvampar och riket svampar.   Inga underarter finns listade i Catalogue of Life.